# Operazioni navali nei Dardanelli (1914-1915)
Le operazioni navali nei Dardanelli (1914-1915) furono una serie di azioni militari compiute nel corso della prima guerra mondiale da una flotta congiunta anglo-francese, per permettere a una forza da sbarco alleata di impossessarsi dello stretto dei Dardanelli e costringere così la Turchia ad uscire dalla Triplice alleanza.
Nella campagna vi furono delle perdite elevatissime da parte degli alleati, sia a terra che in mare. Le mine navali turche affondarono varie navi da battaglia, come la francese Bouvet e le inglesi Irresistible ed Ocean, danneggiando gravemente l'incrociatore da battaglia Inflexible e le navi francesi Suffren e Gaulois. A terra, il corpo di spedizione britannico ed australiano-neozelandese (ANZAC), subì gravissime perdite, tanto che le 5 divisioni impegnate inizialmente divennero 16 fino al forzato reimbarco.
Da parte turca lo sforzo fu grande, ma la vittoria fece emergere i militari come spina dorsale di quella che sarebbe diventata la Turchia laica del dopo Impero ottomano, con alla guida il generale Mustafa Kemal.

## Antefatti
Allo scoppio della prima guerra mondiale, l'Impero ottomano, era una potenza con molti interessi territoriali nella parte sud-ovest dell'Impero russo ed in Grecia, e per questo si scontrava direttamente con gli interessi della maggiore potenza navale dell'epoca, la Gran Bretagna, che al contrario aveva interesse nel mantenere il controllo navale nella regione.
La Germania si fece attenta a questi attriti, e dopo la mancata consegna di due navi da battaglia costruite dagli inglesi per la Turchia (poi incorporate nella Royal Navy come HMS Erin e HMS Agincourt), i tedeschi si offrirono di donare due navi della loro flotta all'Impero ottomano, che in cambio consentì ai tedeschi di operare nei propri porti marittimi, e concentrare i propri sforzi nel Mar Nero contro la Russia.

### La chiusura dei Dardanelli
Nell'ottobre 1914, in risposta ad un incidente del 27 settembre in cui una squadra navale inglese sequestrò una torpediniera turca, gli ottomani chiusero lo Stretto dei Dardanelli alla navigazione delle navi alleate.
Un mese dopo, il 28 ottobre, la flotta turca guidata dalla Goeben iniziò le sue operazioni nel Mar Nero contro la flotta russa ad Odessa e Sebastopoli, che furono bombardate; la Russia dichiarò guerra all'Impero ottomano il 2 novembre, a cui seguì la dichiarazione di guerra inglese il 6 novembre.
L'allora Primo Lord dell'Ammiragliato, Winston Churchill, già dal 1914 pianificò dei tentativi per forzare lo Stretto dei Dardanelli, per aprire un nuovo fronte che occupasse i tedeschi e i turchi, distogliendo forze tedesche dal Fronte occidentale e neutralizzare la flotta turca che impegnava seriamente i russi nel Mar Nero.
Un altro piano di attacco previsto in alternativa era un ipotetico sbarco nella regione tedesca dello Schleswig-Holstein, in modo tale da aprire la via dei rifornimenti alla Russia attraverso il Mar Baltico; ma l'attrattiva dell'attacco ai Dardanelli, anche per dare un motivo a Bulgaria e Romania di aderire all'Intesa per poi spartirsi il boccheggiante Impero ottomano, spinse verso la decisione di invadere lo Stretto.

### La preparazione inglese

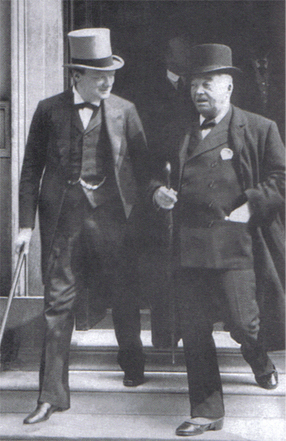
Churchill e Fisher

Churchill ebbe problemi a gestire la situazione già dal 1912 quando fu costretto a sostituire l'ammiraglio Louis Alexander Mountbatten a causa dell'atteggiamento antitedesco della popolazione inglese, che investì un ammiraglio inglese con origini e un leggero accento tedesco troppo marcato.

Churchill lo sostituì con il settantatreenne ammiraglio John Fisher nell'ottobre 1914, ma i due entrarono subito in conflitto per i metodi di attacco nei Dardanelli e Fisher si dimise il 15 maggio 1915.

Il 13 gennaio, il Consiglio di Guerra britannico approvò il piano di invasione dello Stretto e mise insieme una poderosa flotta anglo-francese, che avrebbe dovuto forzare, con il minimo appoggio della fanteria, lo stretto solo con la propria forza.

Successivamente però fu deciso anche che un deciso apporto di fanteria avrebbe dovuto operare congiuntamente alle azioni navali, e vari contingenti dei Royal Marines, sostenuti da truppe australiane e neozelandesi (ANZAC) che sarebbero dovuti sbarcare in diversi punti della penisola, e quindi occupare Istanbul.

## Le operazioni

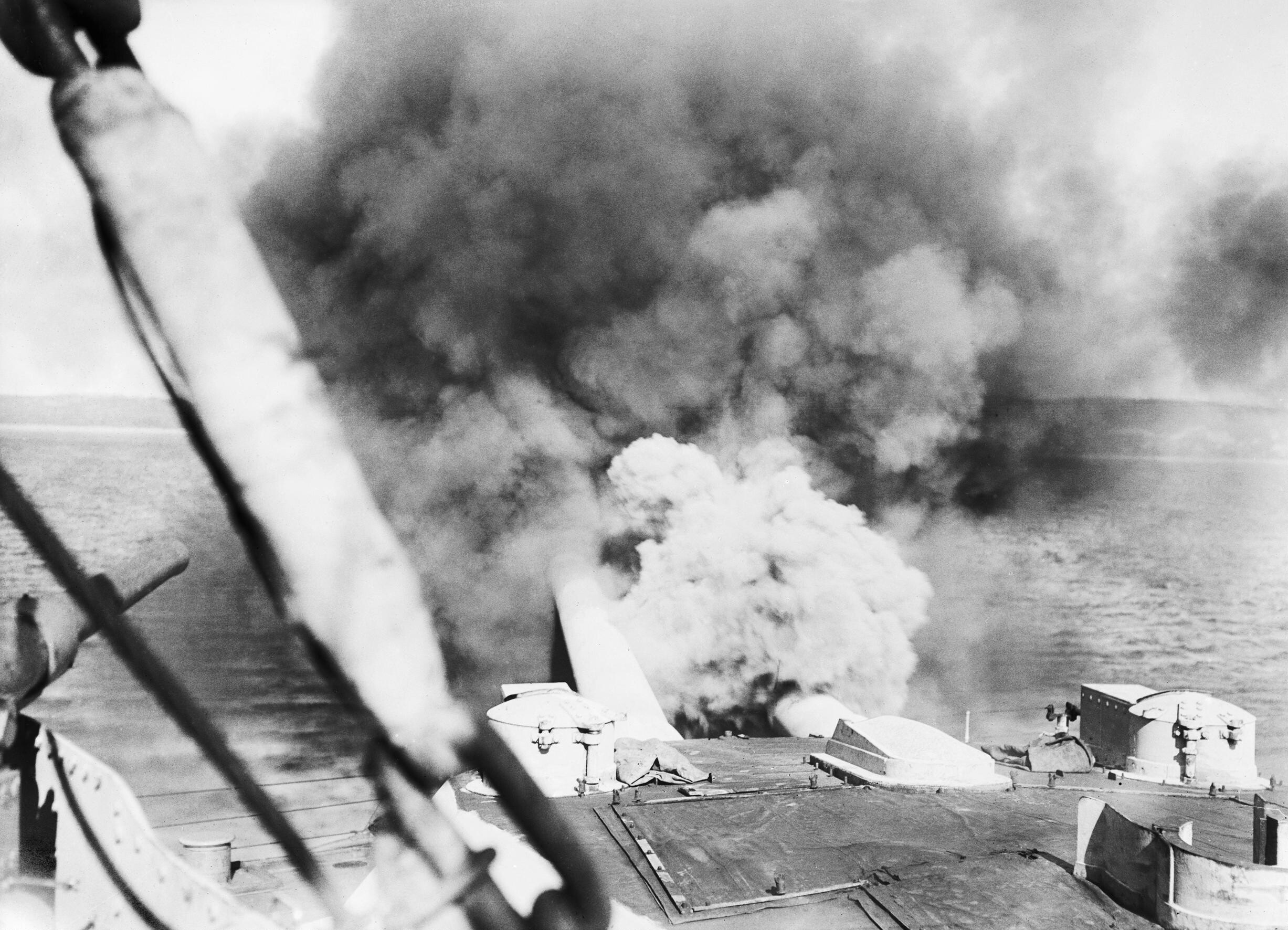
La Canopus mentre bombarda i forti ottomani nei Dardanelli, maggio 1915

L'ammiraglio Sackville Carden, che dall'inizio del conflitto comandava una divisione di incrociatori da battaglia e la relativa scorta nel Mediterraneo orientale, venne incaricato di studiare una grande operazione per forzare lo stretto che collega il Mediterraneo al Mar Nero. L'idea di costringere la Sublime porta alla resa, semplicemente con la minaccia di distruggere la capitale a cannonate, era un'idea allettante se rafforzata oltretutto dalla inconsistenza della marina avversaria.

Il compito dell'ammiraglio tedesco Wilhelm Souchon di "raddrizzare" la miserevole flotta ottomana era ben difficile, e lontana dal poter pensare di contrastare, anche indirettamente, la potenza navale britannica.

Infatti, la principale nave da guerra turca era l'incrociatore da battaglia tedesco Goeben, ceduto ai Turchi nel 1914 e ribattezzato Yavuz Sultan Selim, arrivato a Costantinopoli allo scoppio delle ostilità con l'incrociatore leggero Breslau, a sua volta rinominato Midilli.
Il 25 aprile, lo stesso giorno che gli Alleati sbarcarono a Gallipoli, forze navali russe arrivarono al largo del Bosforo e bombardarono i forti a guardia dello stretto. Il 2 maggio, la Yavuz fece rotta su Beikos nel Bosforo e tentò di ingaggiare combattimento con i russi, che però si riposizionarono a nord.

Il 6 maggio, la Yavuz, accompagnata dalla Midilli e dalla Hamidiye uscirono dal Bosforo per condurre una ricognizione dell'area ed attaccare il traffico marittimo russo, ma non riuscirono nel loro compito.
L'ammiraglio Carden, per conto suo, stimò fattibile l'impresa con l'impiego in forze di navi da battaglia, in grado di colpire le postazioni difensive turche (in parte antichi forti) senza il rischio di essere colpiti.

Il problema maggiore era costituito dallo stretto braccio di mare (40 miglia marine circa) che introduceva al mare di Marmara; per quanto gli alleati fossero bene informati sugli sbarramenti minati posati dai turchi il rischio esisteva sempre. Ma si trattava, a giudizio del comandante britannico, di un rischio calcolato a patto di utilizzare «forze adeguate».
La Gran Bretagna, che disponeva della prima flotta da guerra al mondo, aveva a disposizione un gran numero di vecchie unità destinate col tempo ad essere disarmate e ormai di seconda linea, in gran parte corazzate moderne pre-Dreadnought.
L'Ammiragliato concentrò nel Mediterraneo orientale un gran numero di queste navi, giudicate più che adeguate all'operazione, e relativamente "spendibili". Su richiesta di Carden venne schierata anche, sotto mille vincoli di sicurezza, una delle più potenti unità della Royal Navy, la nuova corazzata Queen Elizabeth. A questa si aggiungeva anche l'incrociatore da battaglia Inflexible. Anche la Marine Nationale, che lasciò agli inglesi il comando delle operazioni, imitò l'esempio britannico mettendo a disposizione navi che ormai erano di seconda linea.

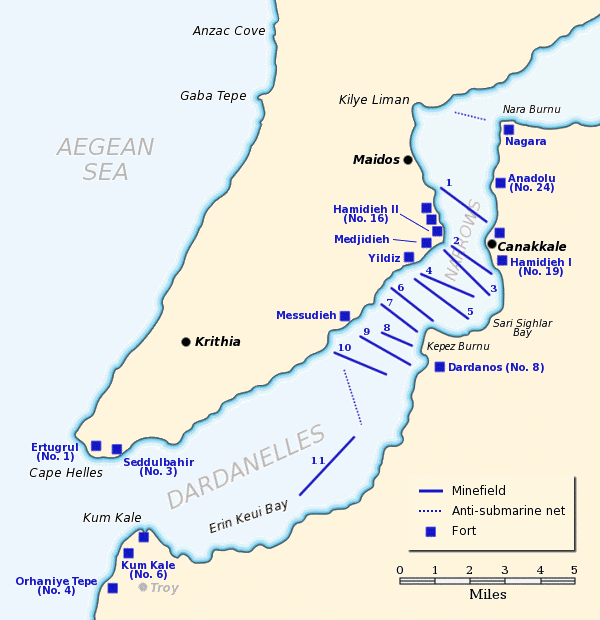
Le difese dello Stretto

- 19 febbraio: Alle 7:30 del 19 febbraio, iniziò la Battaglia di Gallipoli, che sarebbe diventata per svariati errori tattici alleati, una lunga guerra di logoramento lunga quasi 10 mesi.
Il primo colpo fu sparato da alcuni cannoni Krupp da 240 mm da una batteria turca, alle 7:58. In risposta le corazzate HMS Cornwallis e HMS Vengeance si mossero per mettere a tacere la batteria, e il primo colpo della campagna inglese nei Dardanelli fu sparato dalla Cornwallis alle 9:51.
Otto navi da battaglia britanniche (oltre alla Queen Elizabeth e all'Inflexible le sei vecchie corazzate Albion, Vengeance, Cornwallis, Irresistible,Triumph e Agamemnon) e quattro francesi (le vecchie Suffren, Bouvet, Charlemagne e Gaulois) intrapresero senza danno un violento bombardamento "di ammorbidimento" sulle postazioni difensive turche all'imboccatura degli stretti.
- 25 febbraio: bombardamenti per coprire gli sbarchi di alcune compagnie, volti a eliminare i cannoni costieri. In questo frangente gli alleati constatarono l'abbandono da parte dei turchi dei forti all'imboccatura dello stretto, ormai troppo danneggiati. La reazione ottomana arrivò a colpire la corazzata Agamemnon, che tuttavia non riportò gravi danni.

### La battaglia del 18 marzo
L'evento che decise la battaglia ebbe luogo la notte dell'8 marzo quando il posamine turco Nusret piazzò una linea minata presso Eren Köy Bay, una baia lungo la sponda asiatica appena dentro l'ingresso dello Stretto.

La nuova linea correva parallela alla riva e si trovava di poco entro il limite dell'ampio raggio di virata necessario alle corazzate alleate per invertire la rotta, mentre il piano britannico per il 18 marzo consisteva nel mettere a tacere le difese costiere, e neutralizzare le prime cinque linee di mine durante la notte.

Le navi alleate furono disposte su cinque linee:
| Linea A              | HMS Queen Elizabeth | HMS Agamemnon     | HMS Lord Nelson | HMS Inflexible |
| Linea B (francese)   | Gaulois             | Charlemagne       | Bouvet          | Suffren        |
| Linea B (britannica) | HMS Vengeance       | HMS Irresistible  | HMS Albion      | HMS Ocean      |
| Navi di supporto     | HMS Majestic        | HMS Prince George | HMS Swiftsure   | HMS Triumph    |
| Riserve              | HMS Canopus         | HMS Cornwallis    |                 |                |

Il 18 marzo scattò un'operazione in grande stile per completare il dragaggio dello stretto fino al mare di Marmara, colpendo le installazioni turche rilevate. Il comando passò da Carden, ufficialmente indisponibile per malattia, al suo secondo ammiraglio John de Robeck. La prima fase vide le navi da battaglia britanniche più moderne aprire il fuoco da grande distanza, seguite da due pre-Dreadnought e rilevate poi dai vascelli francesi. Dopo il loro intervento sarebbe stata la volta del grosso delle navi britanniche.

Nella manovra di accostata la Bouvet (già colpita diverse volte dai cannoni turchi) urtò una mina presso Eren Köy Bay e si capovolse affondando in 58 secondi.

Alle 4:00 anche l'incrociatore da battaglia Inflexible venne gravemente danneggiato da una mina, nello stesso punto della Bouvet, nel giro di poche ore la Irresistible affondò in seguito ai danni riportati, seguita dalla Ocean, vittima anch'essa di una mina mentre le prestava soccorso. A queste unità si doveva aggiungere anche la francese Gaulois, fatta incagliare a Tenedo per evitarne l'affondamento.

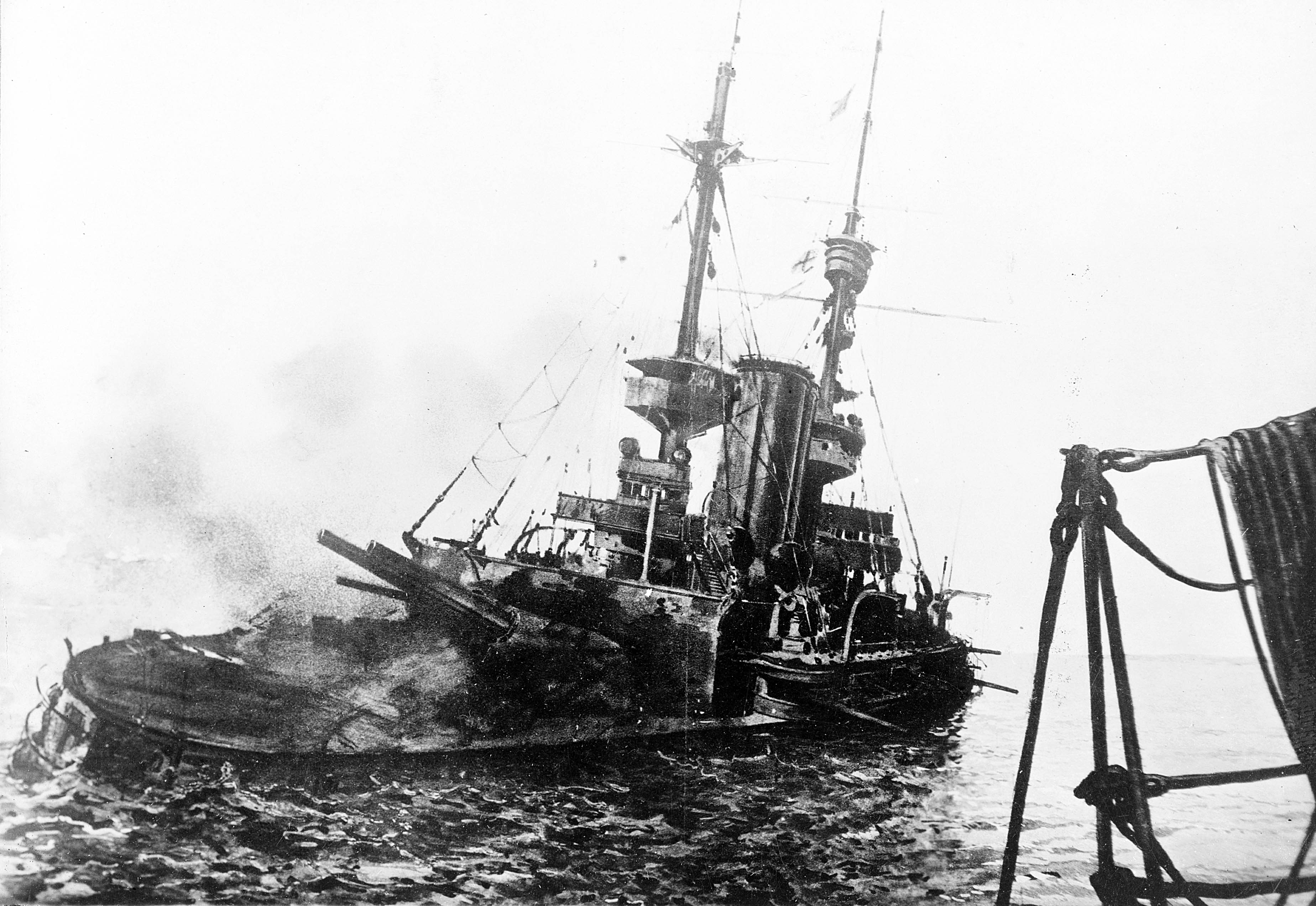
La Irresistible mentre affonda

### Prime considerazioni
Il 18 marzo fu una vittoria significativa per la Turchia, tuttavia l'attacco navale inglese non cessò, Churchill mise in atto la sostituzione delle unità perse con quattro navi da battaglia, dato che esclusa la Inflexible le altre navi perse erano vecchie e mal equipaggiate per i moderni combattimenti navali, scelte proprio perché sacrificabili

I forti turchi avevano quasi finito le munizioni, l'arrivo delle nuove navi, e dei dragamine, diedero fiducia ai comandi inglesi.

Ma gli sbarramenti minati erano ancora tutti e 10 intatti, ed erano ben protetti dai cannoni sulle rive, che ancora non erano entrati in azione ed erano ancora ben forniti di munizioni, quindi del tutto operativi nella disperata difesa del Mare di Marmara.

GIF animata che mostra lo svolgimento della battaglia avvenuta il 18 marzo 1915

Le perdite subite risultavano dolorose ma non certo in grado di intaccare la potenza navale alleata e la possibilità di intervenire ancora in maniera massiccia. Churchill, nonostante le perdite era convinto di poter forzare lo Stretto solo con assalti navali, ma il governo e i comandi in linea con l'opinione pubblica che considerava eccessive le perdite navali, suscitarono invece una reazione di eccesso di prudenza da parte del comandante in mare De Robeck, che in un certo senso "passò la palla" alle forze di terra, ritenendo indispensabile un'azione terrestre per impadronirsi delle difese costiere turche, e consentire un nuovo attacco navale verso Istanbul.

Ciò nondimeno Churchill in persona fece pressioni per trasferire altre vecchie navi di linea in Egeo. La prudenza della Royal Navy aumentò a dismisura col ritiro delle unità più moderne e con la perdita, in due settimane, di altre tre navi di linea in maggio (Majestic e Triumph, colate a picco dall'U-21 del comandante Otto Hersing, e la Goliath affondata dai siluri del cacciatorpediniere turco Muvenet, anch'esso al comando di un ufficiale tedesco). Da quel momento le forze navali si limitarono ad appoggiare gli ulteriori sbarchi di truppe (Suvla, 8 agosto) impiegando principalmente piccole cannoniere e siluranti, meno esposte al tiro nemico.

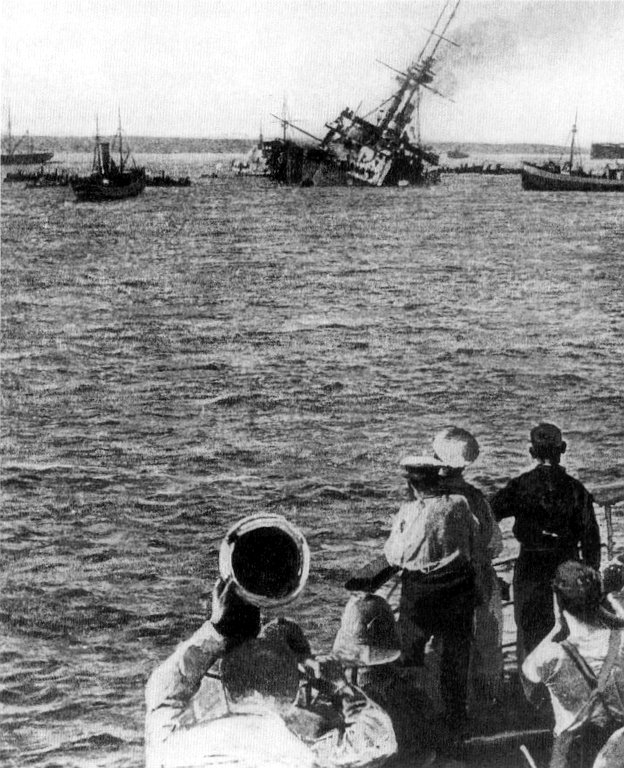
Gli ultimi momenti della HMS Majestic

## La campagna prosegue
In attesa dell'attacco terrestre, l'ammiraglio De Robeck suggerì un nuovo attacco navale, sostenuto da Winston Churchill, quanto meno per le operazioni di sminamento, ma vi furono contrasti con Fisher e Asquith, che consideravano la prospettiva di ritirare la flotta verso il Mare del Nord, e aprire lì un nuovo fronte, lasciando i Dardanelli alla fanteria.
Questi contrasti portarono alle dimissioni di Fisher e al licenziamento di Churchill, e alla sospensione di ulteriori attività navali.

Intanto nel marzo e nell'aprile 1915 iniziarono gli sbarchi di truppe alleate nelle coste di Gallipoli, ma l'ammiraglio Roger Keyes rimase però un forte sostenitore delle azioni navali e il 23 settembre presentò una nuova proposta di forzare i Dardanelli a De Robeck, a cui piacque il piano proposto, ma ora molti impedimenti erano sopraggiunti.

I tedeschi non erano stati a guardare e intensificarono la presenza di U-Boot nel Mediterraneo e nel Mar di Marmara, dove le navi britanniche sarebbero diventate un invitante obiettivo per i sommergibili tedeschi in uno specchio di mare così ristretto, inoltre i rifornimenti erano più veloci per i turchi, che per i britannici.

Per tutto ciò, unito alle sempre più pressanti richieste di un notevole impegno terrestre ora volute anche da Kitchener, e all'impegno inglese nella campagna di Salonicco nel tentativo di sostenere la Serbia, l'Ammiragliato decise che un altro attacco navale era impensabile senza il supporto di azioni terrestri.

Ma anche queste fallivano mese dopo mese cozzando contro la tenace difesa turca, vennero sacrificati migliaia di uomini australiani e neozelandesi fino a quando le difficoltà in Europa, la perdita di 12 navi da battaglia portarono il governo ad abbandonare la campagna il 7 dicembre 1915

### Le azioni sottomarine

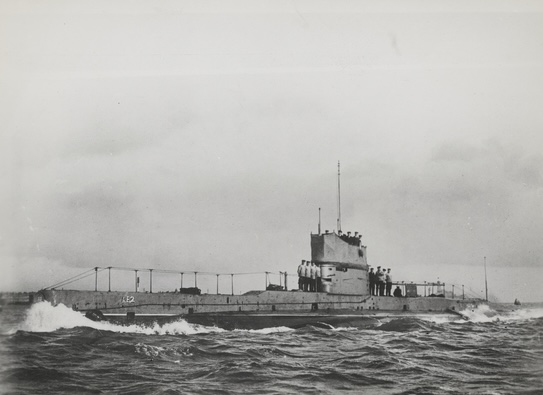
Il sommergibile australiano AE2

Gli attacchi sottomarini anglo-francesi, iniziarono ben prima dell'inizio delle operazioni navali di superficie, il 13 dicembre 1914, il sommergibile britannico HMS B11 entrò nello stretto dei Dardanelli evitando 5 sbarramenti di mine e silurando l'antiquata corazzata ottomana Mesudiye, costruita nel 1874; la Mesudiye si capovolse e affondò in 10 minuti, fortunatamente parte dello scafo rimase in superficie a causa del fondale basso, e molti dei 673 uomini dell'equipaggio si salvarono.

Il capitano della B11, il tenente-comandante Norman Holbrook, per questa azione fu insignito della Victoria Cross - la prima VC della marina durante la guerra.

Il 15 gennaio 1915, il sottomarino francese Saphir superò tutti e 10 gli sbarramenti, penetrò nello stretto, ma la sua azione non ebbe successo in quanto si incagliò nel fondale basso, lasciando 14 morti e 13 prigionieri.

Il 17 aprile, il sommergibile inglese HMS E15, tentò nuovamente di forzare gli sbarramenti minati, ma si arenò vicino a Kepez Point, la punta meridionale della Sarı Sıĝlar Bay, proprio sotto i cannoni di una batteria nemica. Morirono 7 membri dell'equipaggio.

Nonostante tutto le azioni dei sommergibili continuarono soprattutto nella difesa degli sbarchi a Capo Helles e all'Anzac Cove, affondando tra il 24 e il 29 aprile, alcune unità turche.
I tentativi di forzare lo stretto da parte dei sottomarini non cessò con le operazioni di superficie, l'HMS E11 comandato dal Capitano di Corvetta Nasmith Martin, affondo 11 navi turche di vario genere, e per questo il comandante fu insignito della Victoria Cross.

Oltre alle azioni contro il naviglio, gli equipaggi dei sommergibili, tentarono diverse azioni di sabotaggio, sempre col favore delle tenebre, per tutta l'estate del 1915, distrussero un ponte ferroviario vicino a Küçükçekmece (Tracia), interrotto le ferrovie vicino al mare lungo il golfo di Izmit, e bombardato convogli e linee di trasporto. Un altro tentativo coronato da successo fu quello del sottomarinno australiano HMAS AE2: comandato dal commander (grado equivalente a capitano di fregata) H. Stocker, forzò il mar di Marmara affondando varie navi mercantili turche e costringendo la flotta turca a una caccia serrata che terminò il 30 aprile 1915 col suo affondamento; tutto l'equipaggio venne preso prigioniero, senza vittime alleate.
Dopo vari tentativi non riusciti, finalmente il 30 ottobre i francesi riuscirono ad entrare nel Mare di Marmara con il sottomarino Turquoise, anche se alcuni giorni dopo l'equipaggio, dopo essersi incagliato fu fatto prigioniero.

Nonostante tutto, la campagna sottomarina, fu l'unico successo alleato nella campagna dei Dardanelli, altrimenti fallita su tutti i fronti, gli affondamenti da parte dei sommergibili anglo-francesi non terminarono, tra l'aprile 1915 e il gennaio 1916, furono affondate due navi da battaglia, un cacciatorpediniere, cinque cannoniere, nove navi da trasporto, sette navi da rifornimento e quasi 200 piccole imbarcazioni, al costo di solo 8 sommergibili persi, costringendo i turchi ad abbandonare il Mare di Marmara

### Le coperture agli sbarchi

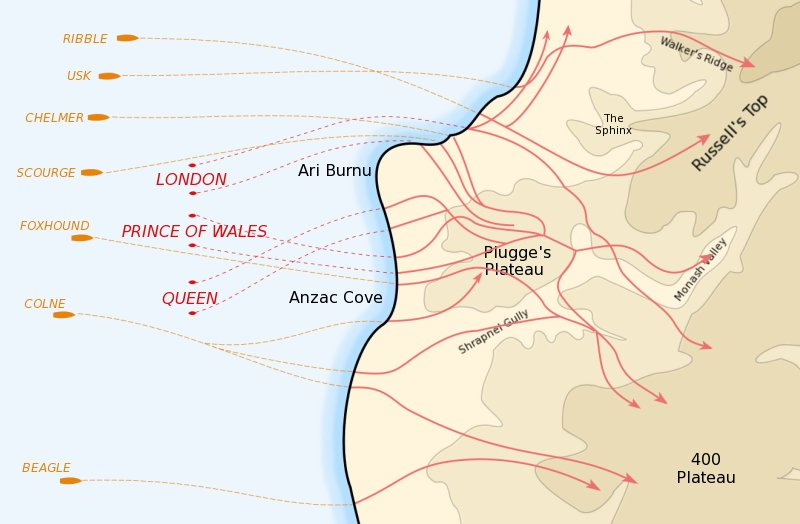
La copertura navale agli sbarchi all'Anzac Cove

Quattro giorni dopo il fallito tentativo da parte della Marina di forzare lo stretto, si decise di utilizzare la fanteria per catturare i forti aprendo la strada all'avanzata navale.

Furono impiegati 70 000 soldati della Mediterranean Expeditionary Force, al comando del generale Sir Ian Hamilton.
Gli sbarchi a Gallipoli furono la più grande operazione anfibia della guerra, gli sbarchi iniziali furono effettuati a Capo Helles dagli inglesi 29ª Divisione, a Gaba Tepe dalla Australian and New Zealand Army Corps (ANZAC). In quest'ultimo caso, le operazioni sbagliarono luogo e le truppe scesero a terra troppo a nord, in un luogo ora conosciuto come Anzac Cove.
Lo sbarco all'Anzac Cove, fu scortato da tre navi da battaglia: la London, la Prince of Wales e la Queen, senza un bombardamento preliminare per sorprendere i turchi.
Contrariamente allo sbarco a Capo Helles dove le spiagge e le fortezze furono bombardate dalle navi da guerra. Il ruolo della marina era sostenere direttamente lo sbarco: tuttavia il supporto navale fu insufficiante e impreciso contro le postazioni vicino alla costa, ma efficace contro le linee di fanteria all'interno che furono martellate a più riprese.
Per tutto il conflitto i turchi subirono perdite e disagi nei rifornimenti a causa del tiro delle navi verso l'interno, il traffico marittimo nel Mar di Marmara cessò quasi completamente, a causa di questo e dei sottomarini
Nonostante tutto anche gli anglo-francesi ebbero le loro perdite, al largo dell'Anzac Cove fu affondata la Triumph, al largo di Morto Bay fu affondata la Goliath dalla torpediniera ottomana Muavenet-I-Miliet e al largo della spiaggia W fu affondata la Majestic.